# اوئرکال-اوورا
اوئرکال-اُورا (به اسپانیایی: Huércal-Overa) دهستانی در استان آلمریای اسپانیا است.
در این دهستان ۱۶۱۵۶ نفر زندگی می‌کنند. مساحت این دهستان ۳۱۸ کیلومتر مربع است.